# Michael Weikath
Michael Ingo Joachim „Weiki“ Weikath (* 7. srpna 1962 Hamburk) je německý hudebník, skladatel, známý jako kytarista a zakládající člen power/speed metalové skupiny Helloween.
Vážný zájem o muziku projevoval od roku 1971 a jako dítě trávil spoustu času posloucháním všech dostupných stanic. První album, které měl, bylo 1962-1966 od Beatles.
V roce 1974 začal hrát na kytaru a později s kamarády začal zkoušet. V roce 1978 založil svou první kapelu Powerfool. Předtím, než založil Helloween, pracoval pro nahrávací společnost. V roce 1982 sloužil na civilce. Hlavní hudební skupiny, které na něj měly vliv, jsou Beatles, Deep Purple, Scorpions, UFO, Van Halen, Led Zeppelin, Sex Pistols a Wishbone Ash. Kytaristé, kteří ho ovlivnili, když začal hrát, byli Eric Clapton, Jimi Hendrix, Ritchie Blackmore, Uli Jon Roth a Eddie Van Halen.
Weikath je jedním ze zakládajících členů Helloween, spolu s Kai Hansenem (vokály/kytara), Markusem Grosskopfem (basa) a Ingo Schwichtenbergem (bicí).Dlouhou dobu byl v kapele Helloween s Markusem Grosskopfem jediní originální členi kapely, ale v roce 2017 byl návrat Michaela Kiskeho a Kaie Hansena.
V současné době žije na Tenerife.

## Diskografie
s Helloween
- Helloween (1985)
- Walls of Jericho (1985)
- Keeper of the Seven Keys Part 1 (1987)
- Keeper of the Seven Keys Part 2 (1988)
- Pink Bubbles Go Ape (1991)
- Chameleon (1993)
- Master of the Rings (1994)
- The Time of the Oath (1996)
- Better Than Raw (1998)
- The Dark Ride (2000)
- Rabbit Don't Come Easy (2003)
- Keeper of the Seven Keys - The Legacy (2005)
- Gambling with the Devil (2007)
- Unarmed – Best of 25th Anniversary (2009)
- 7 Sinners (2010)
- Straight Out of Hell (2013)
- My God-Given Right (2015)